# Honda Torneo
La Honda Torneo è una vettura compatta prodotta dalla casa automobilistica giapponese Honda dal 1997 al 2001.

## Descrizione
La Torneo è una berlina 3 volumi a quattro porte introdotta dalla Honda nel 1997 esclusivamente per il mercato giapponese come versione sportiva della Accord. Con l'uscita di produzione della settima generazione dell'Accord nel 2002, la Torneo fu tolta dal listino. La Torneo era disponibile con i fari HID. Erano disponibili quattro motori aspirati a benzina tutti dotati della tecnologia VTEC: un 1,8, un 2,0 monoalbero o bialbero e un 2,2 litri. Inoltre erano disponibili alcuni pacchetti sportivi, tra cui "Euro R", "SiR-T" e "SiR Euro".
L'Euro R era dotata del motore H22A, un quattro cilindri aspirato da 2,2 litri da 220 CV (164 kW) abbinato a un cambio manuale a cinque velocità. Internamente si caratterizzava per il pomello del cambio in lega di alluminio, i sedili Recaro, volante MOMO e rivestito degli interni in pelle; meccanicamente era dotata di un sistema a trazione anteriore con differenziale autobloccante Torsen LSD, sospensioni sportive e scarico sportivo in acciaio